# Stadt und Land (Wohnungsunternehmen)

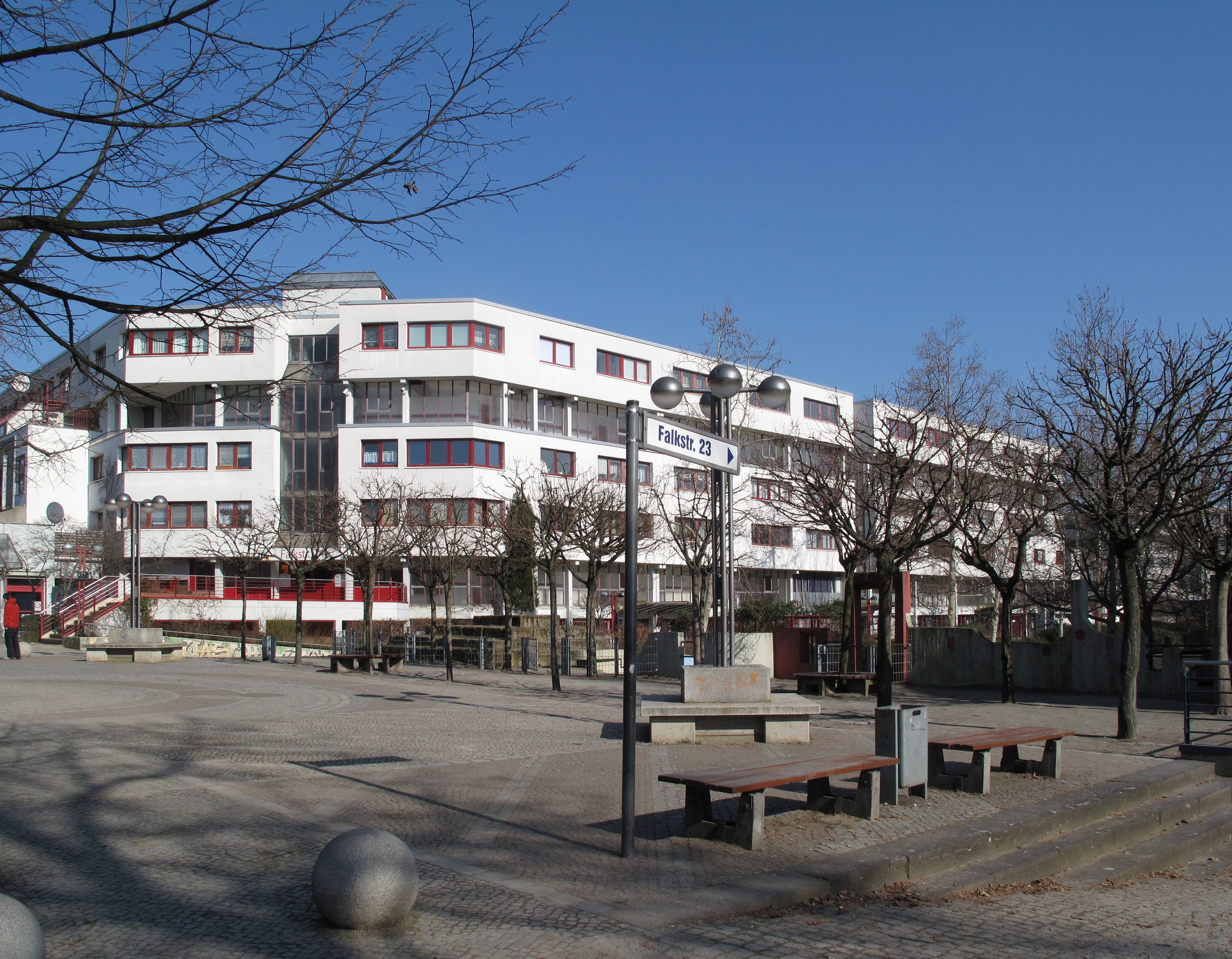
Rollbergsiedlung in Berlin-Neukölln

Die Stadt und Land Wohnbauten-Gesellschaft mbH (Eigenschreibweise: STADT UND LAND; im Folgenden als S&L abgekürzt) ist ein deutsches Wohnungsunternehmen mit Sitz in Berlin. Das 1924 gegründete Unternehmen ist eines der sechs städtischen Wohnungsbaugesellschaften des Landes Berlin. Das Kommunalunternehmen ist die Muttergesellschaft des Konzerns, dessen Hauptgeschäftsfeld die Vermietung und Bewirtschaftung von eigenen und fremden Wohn- und Gewerbeimmobilien mit Schwerpunkt in sechs Berliner Bezirken ist.

## Unternehmen

### Übersicht
Die Stadt und Land Wohnbauten-Gesellschaft mbH bewirtschaftet mehr als 50.000 Wohnungen im eigenen Bestand, über 10.000 weitere Wohnungen im Auftrag Dritter sowie über 850 eigene Gewerbeobjekte und über 250 Gewerbeobjekte im Auftrag Dritter in Neukölln, Treptow-Köpenick, Tempelhof-Schöneberg, Steglitz-Zehlendorf, Charlottenburg-Wilmersdorf und Marzahn-Hellersdorf sowie in Neuenhagen bei Berlin und Fredersdorf, Sie zählt damit zu den großen städtischen Wohnungsbaugesellschaften Berlins (Stand Ende 2023).

### DDR-Museumswohnung
In der Hellersdorfer Straße 179 – Parterre rechts – unterhält die S&L eine DDR-Museumswohnung, die nach Anmeldung oder während der zweistündigen Sonntagsöffnungszeit besichtigt werden kann.

## Geschichte

### 1924 bis April 1945
Am 7. Juli 1924 wurde das Vorgängerunternehmen, die Märkische Scholle Siedlungsgesellschaft mbH, gegründet. Unternehmensziel der Neugründung: „… für Minderbemittelte gesunde Kleinwohnungen mit Dauergärten zu billigen Preisen schaffen …“ Der Bau von 29 Kleinhäusern in den Ortsteilen Wittenau und Britz war das erste Projekt.
In Berlin herrschte 1924/25 große Wohnungsnot, so dass der Wohnungsbau für breite Schichten der Bevölkerung von Wohnungsbaugesellschaften vorangetrieben wurde. In dieser Zeit errichtete die Märkische Scholle Siedlungsgesellschaft eine Gartenheimsiedlung in Neuenhagen mit etwa 100 Wohnungen, die aufgrund der für die damalige Zeit guten Wohnqualität besondere Aufmerksamkeit erregte. Innerhalb weniger Jahre wurden 2400 Wohnungen in verschiedenen Ortsteilen Groß-Berlins erbaut. Wegweisend waren die Errichtung von Kinderheimen in großen Bauten und der Einbau von zentralen Waschküchen für etwa 500 bis 700 Mieter in großen Wohnhausblocks.
Die Märkische Scholle wurde am 29. Mai 1931 umbenannt in Stadt und Land Wohnbauten-Gesellschaft mbH (S&L), da es immer wieder zu Verwechslungen mit der Gründungsfirma Märkische Scholle gemeinnützige Kriegersiedlung e. G. mbH gekommen war. Prominentester Mieter war in den 1930er Jahren der Schriftsteller Hans Fallada. Während des Zweiten Weltkrieges kam die Bautätigkeit vollständig zum Erliegen und 17 % der Wohngebäude der Stadt und Land waren am Kriegsende zerstört.

### Mai 1945 bis zum 9. November 1989
Nach dem Krieg erfolgte in den Ost-Berliner Bezirken Pankow, Treptow und Lichtenberg durch die Bestimmungen des Potsdamer Abkommens eine fast komplette Enteignung des Hausbesitzes der Gesellschaft. Auch die Fallada-Siedlung in Neuenhagen wurde enteignet.
In West-Berlin wurde die S&L eine Tochter der GSW Gemeinnützige Siedlungs- und Wohnungsbaugesellschaft Berlin mbH. Von den ehemals fast ausschließlich im Ostteil Berlins gelegenen 2352 Wohneinheiten verblieben nur 13 Wohnungen, zwei Garagen und ein Vorratsgrundstück im Besitz der Gesellschaft.
Nach einiger Zeit gründete sich die S&L als eigenständiges Unternehmen mit 9720 Wohnungen und 90 Mitarbeitern aus der GSW aus.
Im Rahmen zahlreicher Sanierungs- und Neubauvorhaben entstanden in den 1960er Jahren einige große Projekte der S&L: das Sanierungsgebiet Rollberge in Neukölln, der Neubau der John-Locke-Siedlung in Berlin-Lichtenrade und die High-Deck-Siedlung an der Sonnenallee. 1967 verfügte die Stadt und Land über insgesamt 12.944 Mieteinheiten.
Da der Neubau von Sozialwohnungen in Berlin rückläufig war, lag der Schwerpunkt der Wohnungsbaugesellschaften auf der Modernisierung und Instandsetzung des Hausbestandes. Zu den erweiterten Tätigkeitsfeldern der S&L gehörten die Stadterneuerung, Eigentumsmaßnahmen sowie Wohnumfeldverbesserungen durch Anbau und Aufstockung, Modernisierung und Instandsetzung. Mit dem Bau der Landhaus-Siedlung Rudow setzte die Stadt und Land eines der ersten Bauvorhaben Berlins um, das sich nach ökologischen Gesichtspunkten richtete: Das anfallende Regenwasser wurde in Teichen gesammelt und weiterverwertet.

### November 1989 bis 1999
Nach dem Fall der Berliner Mauer leistete die S&L personelle und materielle Unterstützung für die kommunalen Wohnungsverwaltungen Treptow und Lichtenberg. Als erste städtische Wohnungsbaugesellschaft errichtete und betrieb das Unternehmen ein Wohnheim für Aus- und Übersiedler mit 400 Plätzen in Berlin-Buckow.
Nach Umwandlung der Ost-Berliner Kommunale Wohnungsverwaltungen in eine GmbH übernahm die S&L am 1. Juli 1990 die Geschäftsführung in Treptow und Lichtenberg.
Im Rahmen eines Geschäftsbesorgungsvertrages mit der Wohnungsbaugesellschaft Treptow ging die volle Verantwortung für weitere 30.000 Wohnungen an die S&L über. Das Ziel war die Zusammenführung beider Unternehmen.
Am 24. September 1992 wurde für das zu diesem Zeitpunkt größte Wohnungsbauprojekt Berlins in Altglienicke der Grundstein für 587 Wohnungen gelegt.
Die S&L war einer der ersten Antragsteller für die Förderung von Plattenbausanierungen und sanierte etwa in Treptow 1230 Wohnungen.
Die Verschmelzung der S&L mit der Wohnungsbaugesellschaft Treptow am 1. Januar 1995 führte zu einer Bestandserweiterung auf dann 43.119 Wohnungen.
Die S&L erwarb nun die Mehrheitsanteile an der WoGeHe Wohnungsbaugesellschaft Hellersdorf mbH mit dem Ziel, auf den nun in Berlin ausgeprägten Nachfragemarkt besser reagieren zu können.

Chronik der Stadt und Land aus dem Jahr 1999

### Seit 2000
Die Geschäftstätigkeit und das Personal der WoGeHe Wohnungsbaugesellschaft Hellersdorf mbH gingen am 1. Oktober 2002 komplett auf die S&L über.
Die S&L erhielt als bundesweit erstes städtisches und als europaweit fünftes Wohnungsbauunternehmen das Umweltzertifikat „EMAS“ der Europäischen Union, das auf der Grundlage eines umfassenden Zertifizierungsverfahrens vergeben wird.
Am 20. März 2007 gründete die S&L die Sophia Berlin GmbH mit dem Ziel, Dienstleistungen im Bereich der sozialen Personenbetreuung und Hilfen im Alter zu koordinieren und anzubieten. Die Stadt und Land gehörte neben der Degewo und der Sophia Holding GmbH zu den drei Gesellschaftern.
Die S&L war eines der unterzeichnenden Unternehmen des Bündnisses für „soziale Wohnungspolitik und bezahlbare Mieten“ mit dem Berliner Senat. Das Bündnis soll dazu beitragen, dass die Mieter bei den sechs städtischen Wohnungsbauunternehmen gut, sicher und bezahlbar wohnen.
Die S&L startete gemeinsam mit dem Photovoltaik-Anlagenbetreiber p-vb und dem Stromanbieter LichtBlick das erste kommerzielle ZuhauseStrom-Großprojekt Deutschlands. Im Gelben Viertel in Berlin-Hellersdorf wurde seit 2012 auf 50 Mietshäusern, in denen rund 3.000 Mietparteien leben, die größte Photovoltaikanlage auf deutschen Wohngebäuden installiert.
Erstmals seit rund anderthalb Jahrzehnten hat die S&L wieder begonnen, neue Wohnungen zu bauen. Der erste Spatenstich hierzu fand im Mai 2014 am Sterndamm im Treptower Ortsteil Johannisthal statt. Hier entstanden 31 neue Wohnungen. Ein weiterer symbolischer Spatenstich erfolgte im November im Treptower Ortsteil Niederschöneweide, wo insgesamt 284 neue Wohnungen gebaut wurden.
Für die Jubiläumsaktion „90 Jahre! 90 gute Taten“ wurde die Stadt und Land Ende 2015 mit dem Human Resources Excellence Award in der Kategorie Mitarbeiterengagement ausgezeichnet. Hintergrund: Die rund 500 Mitarbeiter des Konzerns waren 2014 aufgerufen, freiwillig 90 gute Taten genau dort zu vollbringen, wo die Mieter des kommunalen Unternehmens zu Hause sind. 385 Mitarbeiter haben in vielen Quartieren der S&L über 1500 Stunden ehrenamtliche Arbeit geleistet und weit über 90 gute Taten erbracht.
Im Bezirk Treptow-Köpenick plante die S&L 2016 den Bau von über 1000 neuen Mietwohnungen. Von den insgesamt in ganz Berlin projektierten 2500 Neubauwohnungen befanden sich bereits mehr als 1100 in der Bauphase, die restlichen in der konkreten Bauvorbereitung. Darüber hinaus prüft die S&L fortlaufend den Ankauf weiterer Grundstücke, die sich für den mehrgeschossigen Wohnungsbau eignen. Insgesamt soll Stadt und Land bis zum Jahr 2026 durch Neubau und Ankauf um rund 15.000 Wohnungen wachsen. Rund 2,3 Milliarden Euro sind als Investitionssumme vorgesehen.
Die Stadt und Land wächst stetig. Mehr als 2300 Wohnungen befanden sich 2017 im Bau, weitere 2400 Wohnungen waren in konkreter Planung. Zum 31. Dezember 2016 wurde erstmals mit der Bilanzsumme die Zwei-Milliarden-Euro-Marke überschritten.
In Marzahn-Hellersdorf war 2017 auch Projektstart des größten Neubauvorhabens der S&L Auf dem Areal des historischen Guts Alt-Biesdorf entstanden bis 2021 mehr als 500 neue Wohnungen. Rund 40 Prozent der Wohnungen wurden mit Fördermitteln des Landes Berlin finanziert. Im neuen Quartier sind die denkmalgeschützten historischen Bauten einbezogen worden.
Zum ersten Mal in der Unternehmensgeschichte ist das nachhaltige Handeln dokumentiert worden. Der 102 Seiten umfassende Nachhaltigkeitsbericht aus dem Jahr 2018 beinhaltet vier für die S&L relevante Nachhaltigkeitsdimensionen bzw. strategische Handlungsfelder. Der Bericht orientiert sich an anerkannten Berichterstattungsstandards wie dem Deutschen Nachhaltigkeitskodex (DNK) vom Rat für Nachhaltige Entwicklung (RNE) und der Arbeitshilfe 73 des GdW Bundesverband deutscher Wohnungs- und Immobilienunternehmen e. V. Der Nachhaltigkeitsbericht erscheint alle zwei Jahre.
Zum 1. April 2019 gingen 1821 Wohnungen im Kosmosviertel in das Portfolio der S&L über. Seitdem bewirtschaftet die S&L die Bestände entsprechend ihrem Auftrag und den Rahmenbedingungen der Kooperationsvereinbarung mit dem Land Berlin.
Auf der Fläche der Buckower Felder errichtete die S&L ein neues Stadtquartier mit rund 900 Wohneinheiten. Als kommunales Wohnungsbauunternehmen stellte die S&L hier, entsprechend dem mit dem Land Berlin abgeschlossenen Kooperationsvertrag, kostengünstigen und bezahlbaren Wohnraum für ein breites Spektrum der Bevölkerung zur Verfügung. 50 % der Wohnungen auf den Baufeldern der S&L weisen eine soziale Bindung auf. Auf den Grundstücken, die per Erbbaurechtsvertrag von dauerhaft gemeinwohlorientierten Dritten bebaut wurden, entstanden ebenfalls die nach städtebaulichem Vertrag erforderlichen 30 % geförderte Geschossfläche Wohnen. Der Grundsatz der Nachhaltigkeit, d. h. die gleichrangige Behandlung ökologischer, ökonomischer und sozialer Ziele, bildet einen Schwerpunkt in der Entwicklung mit dem Hauptziel, eine CO2-neutrale Wärmeversorgung des Quartiers zu erreichen.
Im Oktober 2019 startete die Vermietung des berlinweit ersten Typenhauses der Stadt und Land. Mit dem sechsgeschossigen Bau im Hellersdorfer Nordosten hat die Wohnungsbaugesellschaft den Prototyp für ihr neu entwickeltes Systemhaus errichten lassen.
Im Februar 2020 waren alle 165 Wohnungen des ersten Typenhauses der S&L bezugsfertig. Das sechsgeschossige Gebäude in der Schkeuditzer Straße in Hellersdorf besteht aus standardisierten Wohnmodulen, die auf der Baustelle einfach zusammengesetzt werden.
Im März 2020 stellte das Unternehmen ein weiteres Neubauvorhaben fertig: Zwischen Karl-Marx-Straße, Rollberg- und Schillerkiez in Neukölln sind 77 moderne Neubauwohnungen, 17 Atelierwohnungen und sieben Gemeinschaftswohnungen entstanden.
Im Juli 2020 veröffentlichte die S&L ihr nachhaltiges Handeln zum zweiten Mal in einem Nachhaltigkeitsbericht. Auf 124 Seiten informiert dieser anhand von Kennzahlen und praktischen Beispielen über alle Nachhaltigkeitsaspekte des Unternehmens der Jahre 2018 und 2019.
Seit Beginn der Wachstumsstrategie 2014 hat der Konzern bis Ende 2020 bereits 3.700 Wohnungen neu gebaut und 7.637 Wohnungen angekauft. Die Bilanz für 2020 weist 1.382 neu fertiggestellte Wohnungen aus.
Die Stadt und Land Wohnbauten-Gesellschaft mbH hatte zum Jahreswechsel 2020/2021 erstmals mehr als 50.000 Wohnungen im Bestand. Im Rahmen seiner Wachstumsstrategie durch Ankauf und Neubau von 10.899 Wohnungen wuchs das Unternehmen seit 2014 um 27,4 Prozent. Im Jahr 2021 stellte die Stadt und Land insgesamt 453 Wohnungen fertig. Hierzu zählen etwa 150 Wohnungen in der Johannes-Tobei-Straße in Treptow-Köpenick. Das gesamte Wohnquartier mit insgesamt 393 Wohnungen wurde schrittweise bis Herbst 2022 bezugsfertig. Weitere 138 Wohnungen wurden zum Jahresende in der Hoyerswerdaer Straße 33 in Marzahn-Hellersdorf fertiggestellt. Und es begann der Bau für insgesamt 1.322 neue Mietwohnungen.
Das größte Quartier entsteht mit rund 900 Wohnungen seit 2021 auf den Buckower Feldern im Bezirk Neukölln, davon werden 697 Wohnungen von der S&L errichtet, die übrigen durch Dritte. Der Baubeginn von 233 Wohnungen im 1. Bauabschnitt erfolgte im Jahr 2021. Die Hälfte der Wohnungen auf den Baufeldern der S&L wird mit sozialer Bindung vermietet. Für ihre innovative, ökologische, klimabewusste und zukunftsweisende Planung wurde die Stadt und Land als Klimaschutzpartner des Jahres 2021 mit dem Anerkennungspreis für herausragende Projekte öffentlicher Einrichtungen ausgezeichnet.